# De Nationale Eurometer
De Nationale Eurometer is een eenmalig televisieprogramma van Omroep MAX gepresenteerd door NOS-verslaggever Jack van Gelder en AVRO-presentatrice Nelleke van der Krogt.
In dit televisieprogramma wordt er door een eurometer gekeken als de mensen sinds de verdwijning van de Gulden en de komst van de Euro juist armer of rijker zijn geworden. De eurometer is gemaakt met medewerking van het Nationaal Instituut voor Budgetvoorlichting (Nibud).